# Buddelundiella sanfilippoi
Buddelundiella sanfilippoi is een pissebed uit de familie Buddelundiellidae. De wetenschappelijke naam van de soort is voor het eerst geldig gepubliceerd in 1951 door Brian.